# 壞到底 (歌曲)
〈敌对〉（英語："Bad Blood"），是美國创作歌手泰勒·斯威夫特的一首歌曲，收錄於她的第5張錄音室專輯《1989》。這首歌曲是其專輯的第四首單曲。

## 创作背景
泰勒絲写道，〈敌对〉与一名未被披露的女歌手有关。泰勒絲说，这位歌手曾在红巡回演唱会即將開始之前突然搶走了泰勒絲的伴舞，導致巡演因絕大多數已經排練好的歌曲需要重新排練而差點腰斬。《公告牌》、《滚石》、《时代》和《华盛顿邮报》等媒体猜测凯蒂·佩里是歌曲所指的對象，而凱蒂搶走舞伴的原因正是為了她的超炫光世界巡迴演唱會。。《时代》的丹尼尔·达达里奥（Daniel D'Addario）和《华盛顿邮报》的艾蜜丽·亚哈尔（Emily Yahr）〈敌对〉中的歌词“如果你想喜欢那样的话，那你就是在跟鬼魂生活”（If you live like that, you live with ghosts）中的“鬼魂”是佩芮2013年专辑《超炫光》中的一首歌，同时在单曲MV发布的同一天，佩芮在推特上发了一句“小心那位披着羊皮的瑞吉娜（出自電影「辣妹過招」）”则让更多人认为佩芮是歌曲的对象（后来在2017年佩芮在一次采访中称泰勒絲“是她先写歌骂我的”正式回应〈敌对〉中歌词描述的对象为凱蒂本人）。歌曲的专辑版本仅由泰勒絲的歌唱，而单曲和1989世界巡迴演唱會版本则出现重新加入的乐器，且在单曲版本中还加入了和客串歌手肯德里克·拉马尔的说唱部分，舉世盛名體育場巡迴演唱會中的版本则与了泰勒絲首張專輯中的歌曲〈早該拒絕〉混音。
《公告牌》杂志的杰姆·阿瓦德（Jem Awad）认为这首歌“让人想起關·史蒂芬尼妮的〈哈拉美眉〉（Hollaback Girl）。”《卫报》的帝国小鹰（Kitty Empire）写道，这首歌的“鲜明节奏使人依稀回想起查莉·XCX。”

## 商业表现
〈敌对〉于2014年11月占据《公告牌》百强单曲榜榜首位置两个星期，2015年作为《1989》的专辑曲目，位列第78位。音乐录影带于2015年公告牌音乐奖上首播，歌曲的混音版本由肯德里克·拉马尔客串，入选数学下载榜第53位和第26位，卖出47000份数字拷贝。在接下来的一周中，歌曲于2015年5月24日周末登顶百强单曲榜，卖出385000份，跃升52位，是公告牌历史上升至榜首位置的最大幅度跃升之一。歌曲成为泰勒絲的第四支榜首歌曲，也是继〈通通甩掉〉和《空格》后《1989》的第三支榜首歌曲，这使得泰勒絲成为继阿黛尔之后，有三支出自同一专辑的百强单曲榜冠军歌曲的首位歌手，这也让她凭借《1989》单曲连续四次杀入前十。歌曲更让她第18次进军单曲榜前十，也是拉马尔的第2次（也是他在美国的首支榜首单曲）。歌曲是第11支歌词有“Bad”的百强单曲榜榜首歌曲。歌曲占据头位一个星期后，被维兹·卡利法和查理·普斯的〈當我們再相見〉（See You Again）取代。截至2015年7月1日，歌曲在美国售出超过165.7万份数字拷贝。

## 专业评价
〈敌对〉最初的专辑版获得乐评人褒贬不一的评价。这首歌的創作引来最多的批评，许多乐评人认为它充满陈词滥调。特别是副歌遭到《纽约每日新闻》的吉姆·法伯（Jim Farber）的批评，被他认为是“重复、在舞台上散播的咏叹”。这首歌拙劣的制作也遭到批评。然而，《娱乐周刊》将其列为专辑中最优秀的一首歌。
然而，歌曲混音版本收到的评价大多正面，拉玛尔的嘉宾演唱和重新加上去的乐曲尤其受赞扬。《边锋》杂志的乔治·西布鲁克给予歌词四点五星（满分五星），称它“光荣”，“罪人”，他称赞歌曲中“拉玛尔的客串效果简单粗暴”，并承认两人的合作“不只是一个毫无意义的噱头合作，还是一个强大的新二人组。”

## 音樂錄影帶
音乐录影带的導演為喬瑟夫·坎恩，製作人為泰勒絲，坎恩曾执导歌曲〈空格〉的音乐录影带。2015年4月12日，录影带在洛杉矶拍摄，但视频中的背景是伦敦。音乐录影带在2015年5月17日公告牌音乐奖开场时首播。每位演员所演的角色都有各自的名字。泰勒絲于5月在Instagram上贴出每个角色的照片，开始挑起关注。录影带打破了Vevo的24小时观看记录，发布首日录得累计2070萬次观看，击败了妮琪·米娜歌曲〈Anaconda〉的录影带于2014年在该网站保持的1960万次24小时观看记录。
录影带以泰勒絲饰演的灾变大劫娘（Catastrophe）和赛琳娜·戈麦斯饰演的阿茜（Arsyn）在伦敦某处的一间办公室击败一群西装革履的男子。当所有敌人都被潦倒时，阿茜一脚把大劫娘踹出窗外。大劫娘躺在被她砸坏的车子，肯德里克·拉马尔饰演维文大帝（Wlvin da Great）开始说唱，莉娜·丹恩饰演的幸运儿弗洛里（Lucky Flori）抽雪茄，音乐随之开始。大劫娘被海莉·史坦菲德饰演的三体（The Trinity）调养身体，经过一段时间，她准备报仇而开始训练。其他角色随后在视频中依次亮相，其中有些人被大劫娘训练。按照出场顺序，他们分别为：
- 困境 （Serayah饰）
- 必杀-Z（Slay-Z，吉吉·哈蒂德饰）
- 邪神X（Destructa X，艾丽·高登饰）
- 安静宅家妹（Homeslice，瑪莎·亨特饰）
- 投篮母后（Mother Chucker，卡拉·迪瓦伊饰）
- 割喉（赞达亚饰）
- 绯红诅咒（The Crimson Curse，海莉·威廉斯饰）
- 霜冻字节（Frostbyte，莉莉·奥尔德里奇饰）
- 致命击（Knockout，卡莉·克劳斯饰）
- 多米诺（Domino，杰西卡·阿尔巴饰）
- 正义（玛莉丝卡·哈吉塔饰）与露娜（Luna，艾莲·朋佩欧饰）
- 女校长（Headmistress，辛迪·克劳馥饰）

训练结束后，大劫娘与她的朋友们对阿茜和她的党羽们展开报复。两队人相互接近，背景处响起巨大的爆炸声，遮住伦敦圣玛丽埃克斯30号大楼的天际线，视频伴随着两位女人相互扇耳光结束。
《滚石》将视频形容为“未来新黑色”的视频。《时代》杂志的丹尼尔·达达里奥（Daniel D'Addario）称视频是泰勒絲目前为止“最精致”的音乐录影带，视觉效果堪比《罪恶之城》。《Slate》杂志同意并找到了出自其他影片的灵感：“一路上，他们顶礼膜拜了无数的电影。除了《机械战警》的前提背景，视频还具备《罪恶之城》式的审美、致敬《电子世界争霸战》的光自行车、《杀死比尔》式的雪中战斗。”《公告牌》还发现录影带与布兰妮·斯皮尔斯的歌曲〈中你的毒〉和〈爱情玩咖〉有相似之处，这两个音樂錄影帶的導演也是卡恩。

## 榜单
| 榜单 (2014–15)                            | 最高 排名 |
| ----------------------------------------- | --------- |
| 澳大利亚（澳大利亚唱片业协会單曲榜）      | 1         |
| 奥地利（Ö3四十强单曲榜）                  | 22        |
| 比利时佛兰德（Ultratop五十强单曲榜）      | 26        |
| 比利时瓦隆（Ultratop五十强单曲榜）        | 26        |
| 巴西（巴西百強單曲榜）                    | 81        |
| 加拿大（Canadian Hot 100）                | 1         |
| 加拿大（《告示牌》Canada AC）             | 27        |
| 加拿大（《告示牌》Canada CHR）            | 1         |
| 加拿大（《告示牌》Canada Hot AC）         | 2         |
| 捷克（電台百強單曲榜）                    | 36        |
| 歐洲（《告示牌》Euro Digital Song Sales） | 2         |
| 芬蘭（芬兰官方下载榜）                    | 5         |
| 法国（法國唱片出版業公會單曲榜）          | 14        |
| 德国（德國官方單曲榜）                    | 29        |
| 匈牙利（四十強單曲榜）                    | 10        |
| 愛爾蘭（愛爾蘭唱片音樂協會单曲榜）        | 8         |
| 日本（Japan Hot 100）                     | 20        |
| 荷兰（荷蘭四十強單曲榜）                  | 33        |
| 新西兰（新西兰唱片音乐协会单曲榜）        | 1         |
| 蘇格蘭（官方榜单公司單曲榜）              | 1         |
| 斯洛伐克（電台百強單曲榜）                | 82        |
| 南非（Entertainment Monitoring Africa）   | 4         |
| 西班牙（西班牙音樂製作協會）              | 13        |
| 瑞士（瑞士热门音乐榜）                    | 28        |
| 英國（官方榜单公司單曲榜）                | 4         |
| 美国（《告示牌》百大單曲榜）              | 1         |
| 美國（《告示牌》成人當代單曲榜）          | 12        |
| 美國（《告示牌》Adult Pop Airplay）       | 1         |
| 美國（《告示牌》Dance Club Songs）        | 40        |
| 美國（《告示牌》Pop Airplay）             | 1         |
| 美國（《告示牌》Rhythmic Songs）          | 9         |

## 销量认证
| 地區                                  | 认证    | 认证单位/销量 |
| ------------------------------------- | ------- | ------------- |
| 澳大利亚（澳大利亚唱片业协会）        | 2× 铂金 | 140,000^      |
| 新西兰（新西兰唱片音乐协会）          | 金      | 7,500*        |
| 英国（英国唱片业协会）                | 银      | 200,000‡      |
| 美国（美國唱片業協會）                | 2× 铂金 | 1,500,000     |
| *僅含認證的實際銷量 ^僅含認證的出貨量 |         |               |

## 发行历史
| 地区   | 日期          | 格式         | 唱片公司               |
| ------ | ------------- | ------------ | ---------------------- |
| 美國   | 2015年5月17日 | 数字下载     | Big Machine            |
| 美國   | 2015年5月19日 | 当代热门电台 | Big Machine Republic   |
| 義大利 | 2015年6月12日 | 主流电台     | Big Machine - Republic |